# De scharlaken zeilen
De Scharlaken Zeilen (Russisch: Алые паруса) is een kleine roman uit 1923 van de Russische schrijver Aleksandr Grin (1880-1932). De roman werd in veel talen uitgegeven en is in 1961 verfilmd. In Nederland werd het boek vertaald door Connie Brood (1981) en uitgegeven in Rusland. Later door Margaretha H.M. Bücking (©2013/2015). In deze laatste versie werd het boek voor het eerst uitgegeven in Nederland (Uitgeverij Amstel Ark Press).

## Verhaal
Na een lange periode van werken komt matroos Longren naar huis in Kaperna en ontdekt dat zijn vrouw gestorven is en hem met hun dochtertje Assol achterlaat. Longren voedt de kleine Assol alleen op. De twee leiden een eenzaam leven doordat ze door de dorpsgemeenschap worden buitengesloten. Dat is vooral moeilijk voor Assol, want ze wordt bespot en veracht door de dorpelingen.
Als Assol op een dag op pad gaat met wat speelgoed dat Longren heeft gemaakt, ontmoet ze een oude verteller. Die voorspelt dat ze op een dag zal worden opgehaald door een prins met een schip met scharlaken zeilen. Dromen waren altijd al Assols toevlucht, en vanaf dat moment droomt ze alleen maar over de prins die speciaal voor haar naar Kaperna zal komen. 
Grey stamt af van een rijke familie en woont in een groot kasteel. Grey heeft niet veel in te brengen over zijn toekomst: zijn ouders zitten vol plannen en hebben hoge verwachtingen voor hem. Maar Grey droomt ervan om kapitein op een groot schip te worden en wil over de zeeën zwerven. Aangezien zijn ouders hem niet begrijpen, loopt Grey weg van huis om zijn dromen te verwezenlijken. 
Als Grey op een dag met zijn schip aanmeert in de buurt van Kaperna, hoort hij het verhaal van Assol en haar dromen. Hij koopt scharlaken stof en maakt zeilen voor op zijn schip. Dan vaart hij naar Kaperna, waar Assol het schip met de scharlaken zeilen in de verte over zee aan ziet komen. Assol rent naar het schip en haar prins, gaat aan boord, en samen varen ze de toekomst tegemoet.  

## Structuur
Het verhaal is opgedeeld in zeven hoofdstukken en wordt afwisselend verteld door Assol en Grey.

## Genre
De Scharlaken Zeilen is een klassiek avonturenverhaal over liefde, hoop en de schoonheid van dromen. 